# Signaux ferroviaires britanniques
La signalisation ferroviaire britannique désigne l’ensemble des signaux conventionnels implantés sur le réseau ferré britannique et destinés à assurer la sécurité des usagers du rail. Elle utilise des signaux lumineux à quatre aspects maximum. C'est une évolution simple de la signalisation mécanique originale, qui existe encore sur de nombreuses lignes secondaires. L'utilisation de la signalisation latérale est normalement restreinte aux lignes sur lesquelles la vitesse maximale ne dépasse pas les 125 miles à l'heure (201 km/h).

## Aspect de base
| Aspect                             | Explication |
| ---------------------------------- | --- |
| Signal présentant un feu vert      | Clear : le signal suivant est ouvert (proceed). Le train peut donc rouler à la vitesse maximale autorisée. Dans le cas d'une signalisation à quatre aspects, le signal suivant pourra présenter un feu vert également ou deux feux jaunes (Preliminary caution). Dans le cas d'une signalisation à deux ou trois aspects, le signal suivant pourra présenter un feu vert également ou un feu jaune simple (Caution). |
| Signal présentant deux feux jaunes | Preliminary caution : on doit s'attendre à ce que le signal suivant présente 1 feu jaune (Caution). Cet aspect n'est présent que pour une signalisation à quatre aspects. Si les feux sont clignotants, cela veut dire que le signal suivant présentera un feu jaune également clignotant. |
| Signal présentant un feu jaune     | Caution : le conducteur doit être prêt à s'arrêter devant le signal suivant, qui présente l'aspect Danger (feu rouge). Si le feu est clignotant, c'est que le signal suivant n'est pas à l'arrêt mais impose un changement de direction (et donc implicitement une réduction de vitesse). |
| Signal présentant un feu rouge     | Danger : impose l'arrêt (stop). |

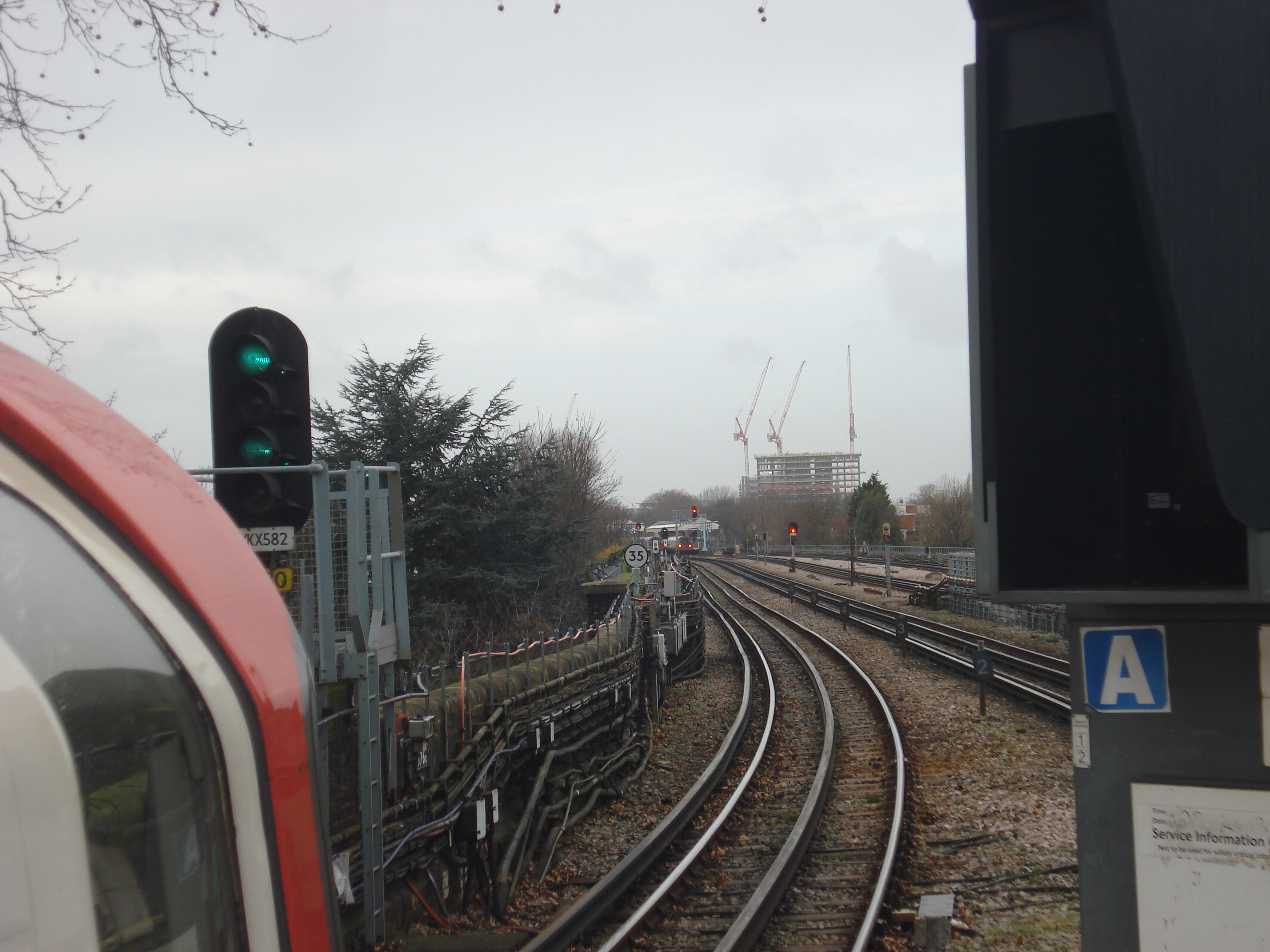
Signal du métro de Londres montrant deux feux verts

Le métro de Londres utilise un système différent pour les lignes à conduite manuelle. Ici, il y a deux types de signalisations de deux aspects, d'un feu rouge et un feu vert (stop) et un feu jaune et un feu vert (repeater). Si un repeater - un signal de répétition - se trouve à la même position d'un stop, celui-ci se trouve sous celui-là. Les aspects sont : feu rouge (danger), un feu vert sur un feu jaune (caution), et deux feux verts (clear).

## Junction signals
Les signaux protégeant une zone d'aiguillages sont munis d'indications permettant au conducteur de connaître l'itinéraire qui sera emprunté, car contrairement à d'autres systèmes, la signalisation britannique n'indique pas les réductions de vitesse dépendant de l'itinéraire emprunté.
| Signal muni d'un trait lumineux incliné vers la gauche. | Le premier moyen d'indiquer la direction que l'on va prendre est le junction indicator, appelé couramment feather (plume) : c'est un indicateur permettant d'afficher un ou plusieurs traits lumineux. Si on doit emprunter un itinéraire dévié, le trait correspondant sera allumé ; les autres traits, correspondant aux autres itinéraires, restant éteints. Si on emprunte l'itinéraire principal, aucun trait ne sera allumé. Deux de ces indicateurs dans la forme d'une lettre V sont drôlement appelés bunny ears (oreilles de lapin). |
| Boîtier présentant la lettre S.                         | Lorsque la configuration des voies est trop compliquée, un alphanumeric route indicator sera utilisé : c'est un boîtier qui peut présenter un chiffre ou une ou plusieurs lettres ; ceux-ci correspondent aux différents itinéraires. Un junction indicator peut être associé au route indicator. |

## Annonce d'un changement de direction
Pour avertir le conducteur de l'approche d'un signal qui va lui permettre d'emprunter un itinéraire dont la vitesse est inférieure à la vitesse actuelle à laquelle il est autorisé à circuler (voir junction signals ci-dessus), plusieurs séquences (appelées approach releases) peuvent être utilisées, dont voici les deux plus courantes :
- approach release from red : le signal est maintenu à l'arrêt (danger) jusqu'à ce que le train soit suffisamment proche (et ait ainsi suffisamment ralenti) ;
- approach release from yellow with flashing aspects in rear : une annonce spécifique est réalisée, à l'aide de l'aspect "feu jaune clignotant" (et éventuellement "deux feux jaunes clignotants" si on utilise des signaux à 4 aspects). De plus, le signal protégeant la junction est maintenu à l'aspect jaune jusqu'à ce que le train soit suffisamment proche.

## Signalisation de la vitesse autorisée

### Lineside permissible speed indicators
| Représentation | Explication                                                                                               | Avant une junction |
| -------------- | --- | ------------------ |
|                | Warning indicator : annonce certains Permissible speed indicators.                                        |                    |
|                | Permissible speed indicator : début de la zone où la vitesse indiquée, en miles par heure, est autorisée. |                    |

### Réductions de vitesse temporaires
|  | Warning board : annonce la zone temporairement à vitesse réduite ; la vitesse est indiquée en miles par heure. Ce panneau peut être complété par une flèche horizontale noire sur fond jaune indiquant que la zone à vitesse réduite se trouve sur un itinéraire dévié (vers la droite ou vers la gauche). |
|  | Speed indicator (à gauche sur la figure) : début de la zone temporairement à vitesse réduite. |
|  | Termination indicator (à droite sur la figure) : fin de la zone temporairement à vitesse réduite. |

## Répétiteurs
| Banner Off | Banner On | Des répétiteurs peuvent être placés avant des signaux dont la visibilité à distance est réduite (à cause de la configuration du terrain). L'aspect Banner On (la bande noire est horizontale) signifie que le signal duquel on approche est à l'arrêt (at danger); l'aspect Banner Off (la bande noire est inclinée) indique que le signal est ouvert (proceed). |

| Un autre type de répétiteur, plutôt destiné au personnel autre que de conduite, est le "Off" Indicator. Il fonctionne de la même manière que le répétiteur à bande, affichant un "Off" lorsque le signal est ouvert et n'affichant rien lorsque le signal est fermé. Des indicateurs similaires peuvent en outre être utilisés pour afficher "CD" (Close Doors) ou "RA" (Right Away). | "Off" Indicator |

## Signaux de manœuvre
Les signaux de manœuvre (Position light signals ou PLS) peuvent être placés :
- sur le mât d'un signal principal (ils sont alors appelés subsidiary signal et sont éteints lorsque l'aspect principal est à respecter) ;
- à fleur de sol (ground position light ou GPL) ;
- sur potence.

Ils autorisent le passage en marche à vue lorsqu'ils présentent deux feux blancs en diagonale (dans le cas d'un subsidiary signal, le signal principal restera rouge).
Deux feux rouges (ou un rouge et un blanc) disposés horizontalement interdisent le passage à tous les trains.
Deux feux jaunes (ou un jaune et un blanc) interdisent le passage sauf lorsque l'on suit un itinéraire pour lequel le signal principal ne peut être ouvert (tel qu'un cul-de-sac).
Ils sont également utilisés comme limite de manœuvre (placés dans le sens inverse du sens normal de circulation sur la voie concernée); ils présenteront alors en permanence les deux feux rouges.

## Signaux sémaphores
| Représentation | Explication |
| -------------- | --- |
|                | Stop signal : signal qui s'applique directement au conducteur du train. L'aile est rectangulaire, et peint rouge avec une bande blanche. Quand l'aile est dans la position horizontale, le signal impose l'arrêt (stop), et quand l'aile est penchée (dans la figure) ou élevée, le signal est ouvert (proceed). Le feu rouge et le feu vert sont utilisés à nuit ou en brouillard.                                  |
|                | Distant signal : signal qui se réfère au signal suivant. L'aile est en queue d'hirondelle, et peint jaune avec une bande noire. Quand l'aile est dans la position horizontale, le conducteur doit être prêt à s'arrêter devant le signal suivant (caution), et quand l'aile est penchée (dans la figure) ou élevée, le signal suivant est ouvert. Le feu jaune et le feu vert sont utilisés à nuit ou en brouillard. |
|                | Combinaison des deux types. Les distant signals se réfèrent aux signals directement après les stop signals au-dessus. |

Le signal sémaphore est le signal ferroviaire traditionnel en Grande-Bretagne. Il est standardisé aux années 1870, mais depuis les années 1960 la majorité de ces signaux ont été largement remplacés par les signaux lumineux.
Originellement, les signaux sémaphores britanniques ont les ailes qui penchent (lower quadrant). Pourtant, dans les années 1920 ils ont été remplacés sur la LMS, la LNER et la SR (mais pas la GWR) par les signaux sémaphores avec les ailes qui s'élèvent (upper quadrant) parce que dans l'événement d'une panne, les ailes tombent à la position horizontale. Ceux avec les ailes qui penchent ont besoin d'un contrepoids pour retourner à horizontal dans une panne.

## Sources